# Larry Bielenberg
Larry Bielenberg (ur. 1955) – amerykański zapaśnik walczący w stylu wolnym.
Zajął szóste miejsce na mistrzostwach świata w 1978. Drugi w Pucharze Świata w 1980. Trzeci na MŚ juniorów w 1975 roku. Zawodnik Oregon State University.